# Cinco Saltos
Cinco Saltos – miasto w Argentynie, położone w północnej części prowincji Río Negro.